# Zaugline
Zaugline (Servisch cyrillisch Зауглине) is een plaats in de Servische gemeente Bajina Bašta. De plaats telt 348 inwoners (2002).